# Erythmelus longicornis
Erythmelus longicornis är en stekelart som beskrevs av Dozier 1937. Erythmelus longicornis ingår i släktet Erythmelus och familjen dvärgsteklar.
Artens utbredningsområde är:
- Peru.
- Puerto Rico.

Inga underarter finns listade i Catalogue of Life.